# گروس کوردسهاگن
گروس کوردسهاگن (به آلمانی: Groß Kordshagen) یک شهر در آلمان است که در فرپومرن-روگن واقع شده است. گروس کوردسهاگن ۳۸۸ نفر جمعیت دارد.